# Satterleigh
Satterleigh is een dorp in het Engelse graafschap Devon. Satterleigh komt in het Domesday Book (1086) voor als 'Saterlei' / 'leia'.
De dorpskerk dateert uit de vijftiende eeuw, met delen die mogelijk ouder zijn. Zij staat op de Britse monumentenlijst, met de hoogste classificatie. In 1852 werd een grondige renovatie uitgevoerd.